# Osório
Osório es un municipio brasileño del estado de Río Grande del Sur. Pertenece a la
microrregión de Osório.
Está a una altitud de 16 metros sobre el nivel del mar. Tiene una superficie de 671,25 km².
Su población en el año 2004 era de 50.000 habitantes. Es el municipio más importante del litoral norte riograndense.
Es conocido como la "Ciudad de los Lagos" (por tener una red de 29 lagunas, muchas de ellas comunicadas entre sí), y la "Ciudad de los Vientos" (debido a los fuertes vientos de esta región, por lo que actualmente está en construcción una usina eólica, que será la segunda mayor del mundo, después de EE. UU.). 
En los turístico, se destaca el Aeroclub de Planeadores Albatroz, fundado en 28 de julho de 1950.
El municipio se encuentra a orillas del río dos Sinos.